# Boguszewo (gromada w powiecie grudziądzkim)
Boguszewo – dawna gromada, czyli najmniejsza jednostka podziału terytorialnego Polskiej Rzeczypospolitej Ludowej w latach 1954–1972.
Gromady, z gromadzkimi radami narodowymi (GRN) jako organami władzy najniższego stopnia na wsi, funkcjonowały od reformy reorganizującej administrację wiejską przeprowadzonej jesienią 1954 do momentu ich zniesienia z dniem 1 stycznia 1973, tym samym wypierając organizację gminną w latach 1954–1972.
Gromadę Boguszewo z siedzibą GRN w Boguszewie utworzono – jako jedną z 8759 gromad na obszarze Polski – w powiecie grudziądzkim w woj. bydgoskim, na mocy uchwały nr 24/6 WRN w Bydgoszczy z dnia 5 października 1954. W skład jednostki weszły obszary dotychczasowych gromad Boguszewo i Linowo Królewskie ze zniesionej gminy Świecie n/Osą oraz obszary dotychczasowych gromad Gołębiewko i Kitnowo ze zniesionej gminy Radzyn w tymże powiecie. Dla gromady ustalono 23 członków gromadzkiej rady narodowej.
Gromadę zniesiono 31 grudnia 1961, a jej obszar włączono do gromad Świecie n/Osą (wieś Linowo) i Gruta (wsie Boguszewo, Gołębiewko i Kitnowo) w tymże powiecie.